# Slussen
För andra betydelser, se Slussen (olika betydelser).

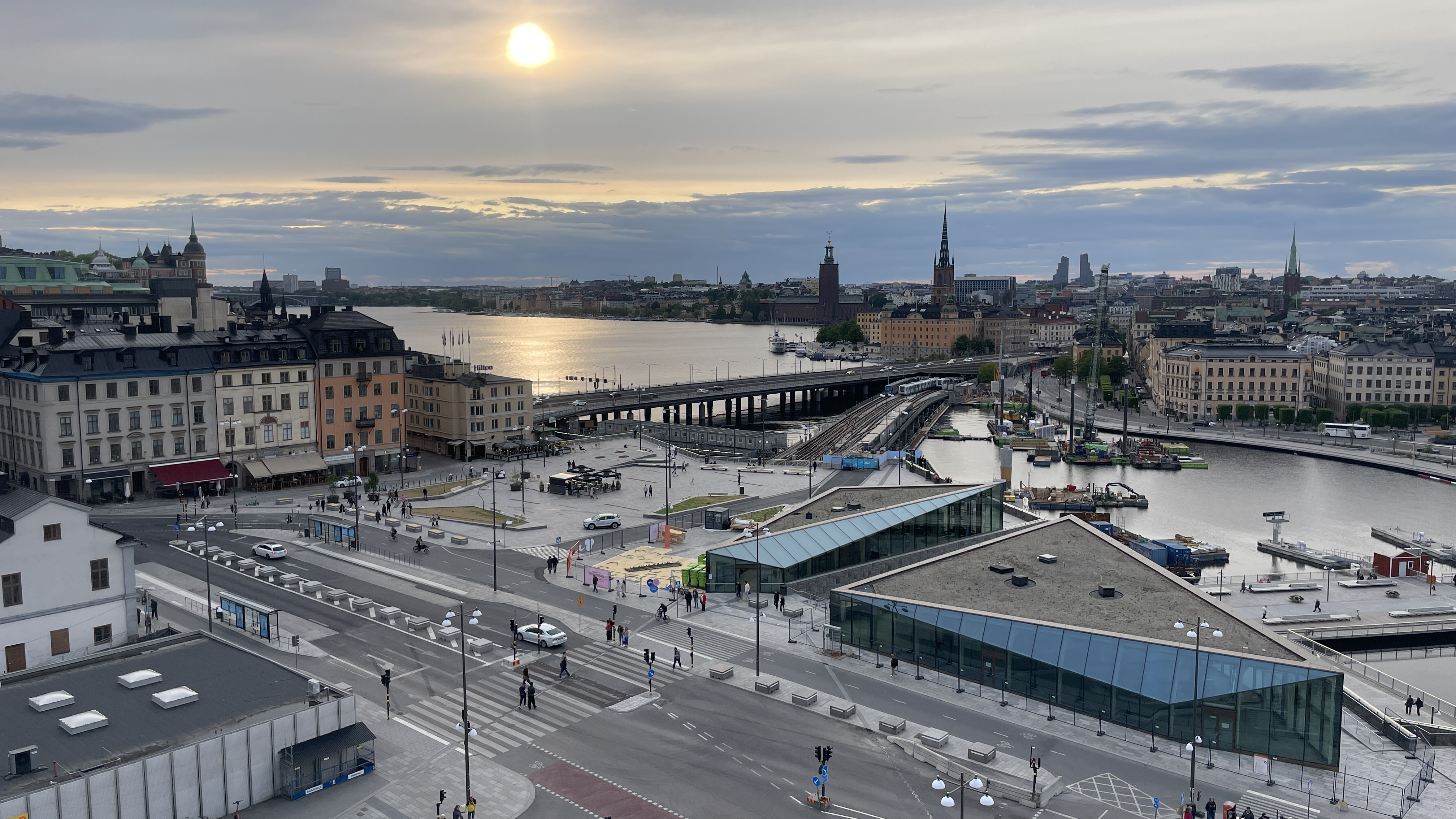
Slussenområdet fotograferat från Katarinahissen, juni 2025

Slussen är ett område i Stockholm beläget på norra Södermalm närmast Gamla stan. Området domineras av en trafikplats samt en båtsluss mellan Mälaren och Saltsjön.  Slussen är en viktig knutpunkt för vägtrafik och kollektivtrafik, med tunnelbanestation, Saltsjöbanans ändhållplats och bussterminal. Genom Slussenområdet går gränsen mellan Uppland och Södermanland.

## Historik

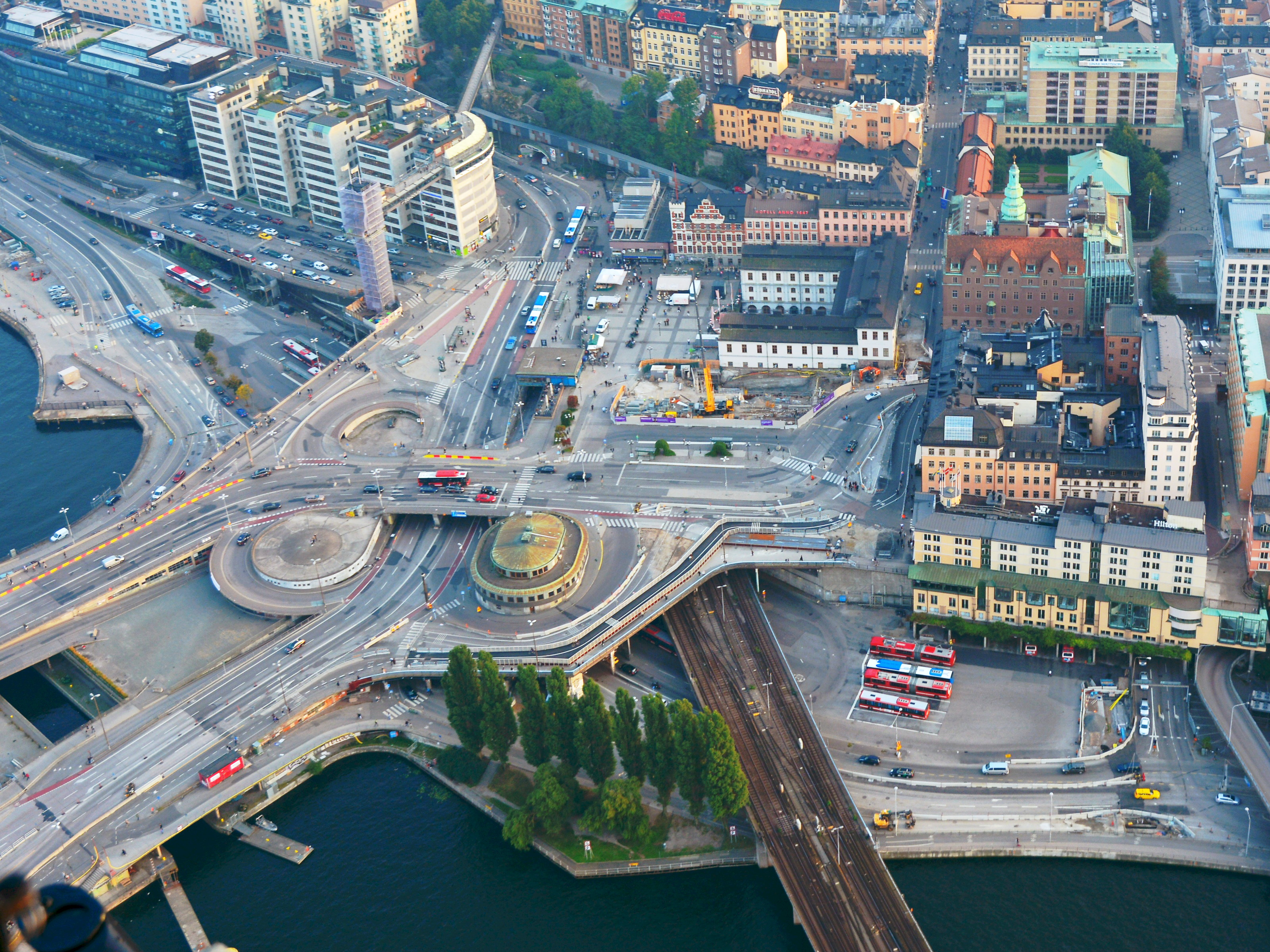
Slussen från 1935, i september 2014 innan ombyggnaden.

Huvudartikel Slussens historia, se även Slussen (1935)
I alla tider har det i området mellan Gamla stan och Södermalm funnits en för Stockholm viktig korsning mellan färdvägen söderifrån och vattenvägen som förbinder Mälaren med Östersjön. Under århundradens lopp har denna trafikplats ändrat skepnad ett flertal gånger. Sammanlagt har det funnits fyra slussar: Drottning Kristinas sluss,  Christopher Polhems sluss,  Nils Ericsons sluss och  Karl Johansslussen. År 1935 invigdes en ombyggd trafikplats och därefter började områdesnamnet Slussen användas på Stockholms officiella kartor. Innan dess syftade Slussen på slussanläggningen i Söderström.

### Omdaningen 2016–2027

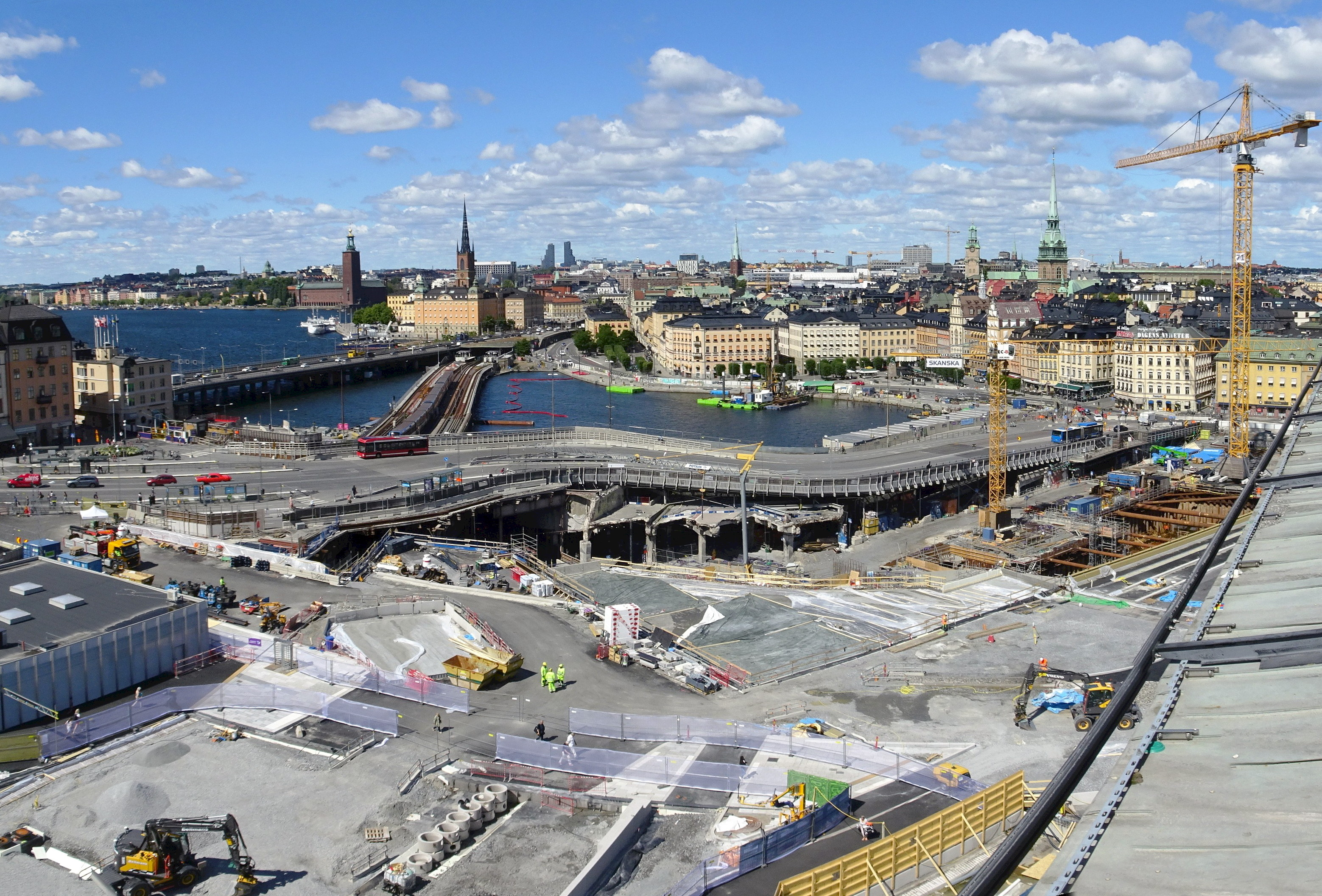
Omdaning av Slussen i juli 2020.
I förgrunden Katarinavägen och Slussbron,
i bakgrunden gamla trafikplatsen.

Trafikplatsen och båtslussen Slussen från 1935 fanns kvar intakt till juni 2016. Den var när den byggdes en modern och optimal trafiklösning. Slussens trafikapparat uppvisade dock redan på 1940-talets mitt omfattande skador både i ytskikt med saltskadade betongdäck samt läckor på betongkonstruktionerna.. På 1990-talet övergick det tidigare kontinuerliga underhållet till akuta ”brandkårsutryckningar”. Samtidigt började Slussens framtid att diskuteras på allvar. 
2007 utlystes en arkitekttävling och flera arkitektkontor inkom med förslag till en nygestaltning av Slussenområdet. Den 12 december 2011 godkände den borgerliga majoriteten i Stockholms stadshus detaljplanen för en ny Slussen-anläggning som vann laga kraft den 27 september 2013. Fram till år 2027 pågår Projekt Slussen som innebär en total ombyggnad av området. För den arkitektoniska utformningen står arkitektfirmorna Foster+Partners och Berg Arkitektkontor. Samtidigt totalrenoveras Katarinahuset av Atrium Ljungberg.
Den östra delen av 1935 års trafikplats stängdes av 24 juni 2016, då rivningen av den delen påbörjades. Den kvarvarande västra delen ändrades samtidigt för att möjliggöra dubbelriktad fortsatt buss-, bil-, cykel- och gångtrafik, dock med viss begränsad framkomlighet. Denna västra del stängdes av och rivningen påbörjades när huvudbron öppnades 26 oktober 2020.

## Trafikplatsen

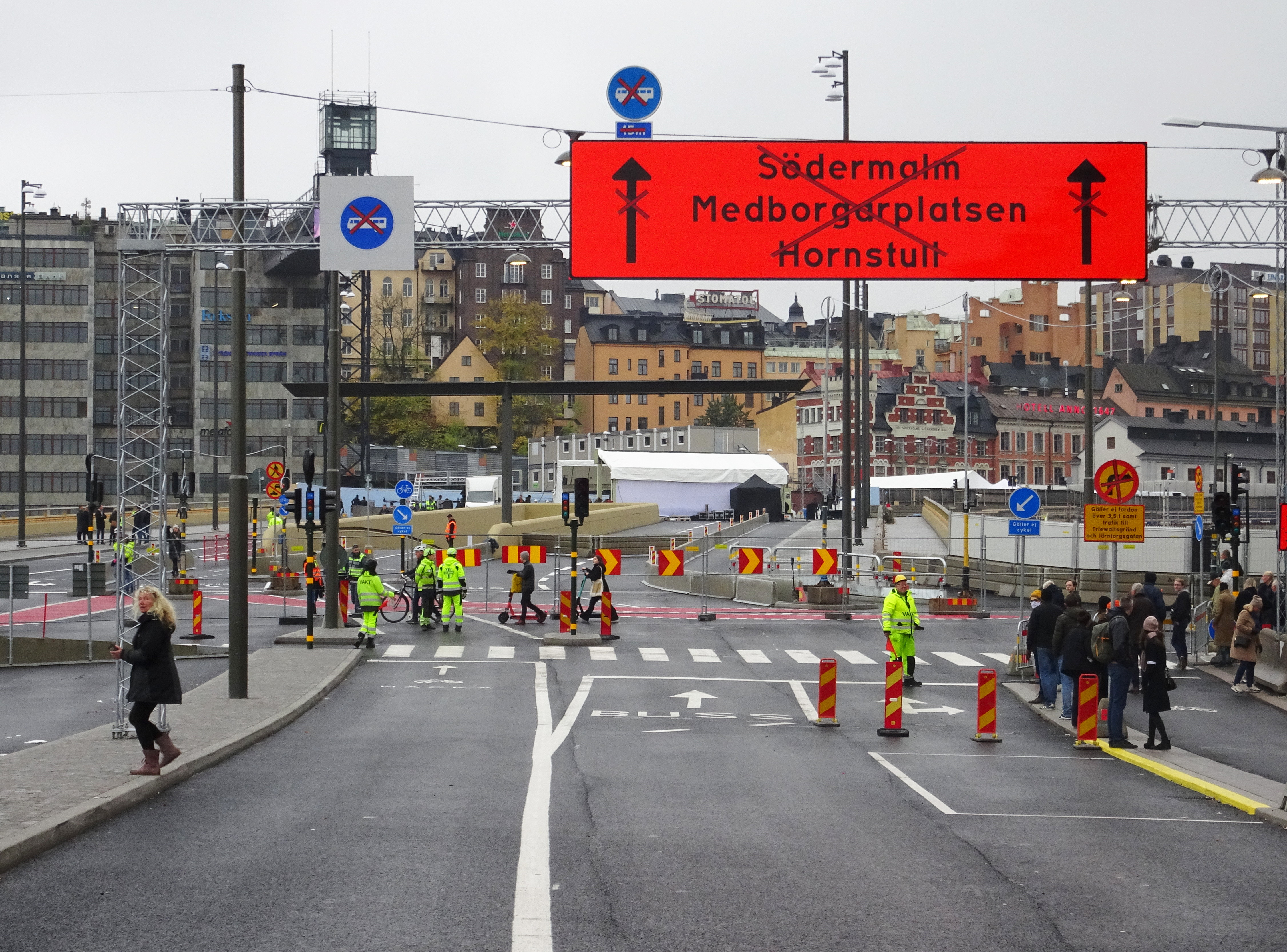
Invigning av Guldbron, 25 oktober 2020.

Centralt i den omgjorda trafikplatsen är den huvudbro som förbinder Södermalm med Gamla stan. Bron, som av kommunen kallas Slussbron och av media även Guldbron, rymmer körfält för bil-, buss- och cykeltrafik, samt gångbanor. Bron öppnades för trafik den 26 oktober 2020 tillsammans med anslutningar till Skeppsbron på Gamla Stansidan och Slussbrogatan på Södermalmssidan, som anknyter till Katarinavägen och Hornsgatan
Mellan Slussbrogatan och Munkbron kommer en ny kombinerad cykel-och gångbro över Söderström uppföras, klar 2027.

## Kollektivtrafikanläggningar
I sydvästra delen av området återfinns tunnelbanestation Slussen, belägen under Ryssgården.
Bussterminalen för Nacka- och Värmdöbussarna har under omdaningen en tillfällig placering vid Stadsgården, öster om den nya Slussbron, från 19 augusti 2024 vid en ny tillfällig bussterminal vid Stadsgårdsterminalen. En ny permanent terminal kommer sedan finnas i Katarinaberget.
Saltsjöbanans ändhållplats är under ombyggnaden avstängd och Henriksdals station används då som omstigningsplats till buss.
Djurgårdsfärjans kajplats låg före omgörningen strax norr om utloppet från Nils Ericsons sluss vid Räntmästartrappan. Kajplatsen flyttade 2016 något kvarter norrut vid Skeppsbron, men hållplatsen kallas fortsatt Slussen.

## Vattenvägar

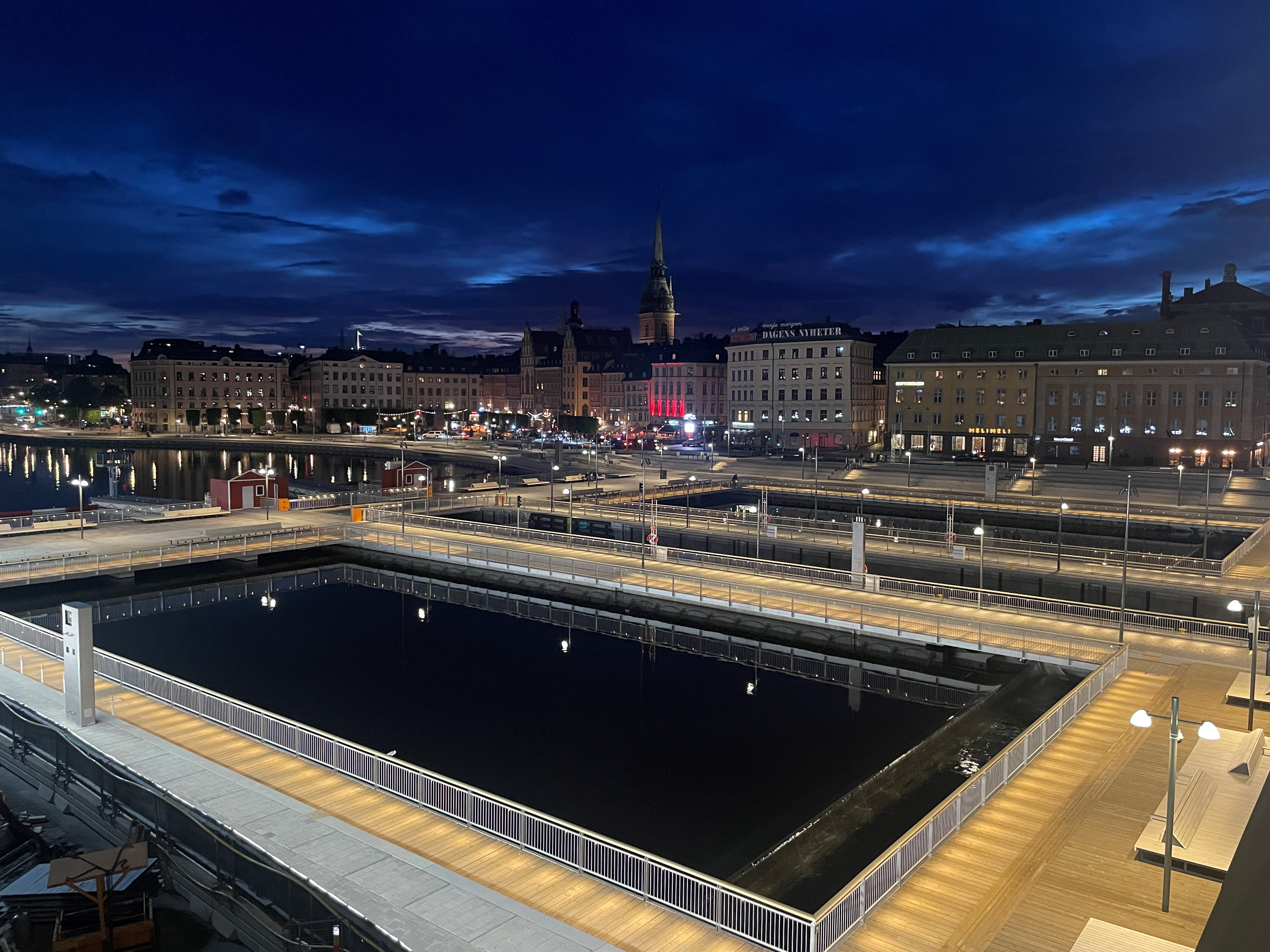
Vattentorget

Olika vattenvägar i Slussen leder vattnet från Mälaren via Söderström till Saltsjön.
Den primära vattenanläggningen består av två avbördningskanaler och en slusskanal, Victoriaslussen.. Dessa omgärdas av fyra lågbroar för gång- och cykeltrafik, som är den centrala delen av Vattentorget. Den södra avbördningskanalen öppnades 31 augusti 2022, vattentorget 6 juni 2024 och senare under sommaren 2024 öppnas norra avbördningskanalen. Båttrafiken i Victoriaslussen förväntas öppna 2027. 
Den gamla Nils Ericsons sluss finns kvar i sin ursprungliga konstruktion och fungerar efter ombyggnad sedan juli 2024 som en fiskvandringsled.

## Platser och byggnader
På Södermalmssidan finns på sydvästra delen Södra stadshuset som nu rymmer Stadsmuseet i Stockholm och strax öster därom Ryssgården. Norr om Ryssgården och Slussbrogatan återfinns Södermalmstorg och Mälarterrassen. På östra delen ligger KF-huset och framför det finns Katarinahissen, där även Katarinaparken kommer att anläggas.
På Gamla stansidan återfinns Slussplan med Räntmästarhuset.

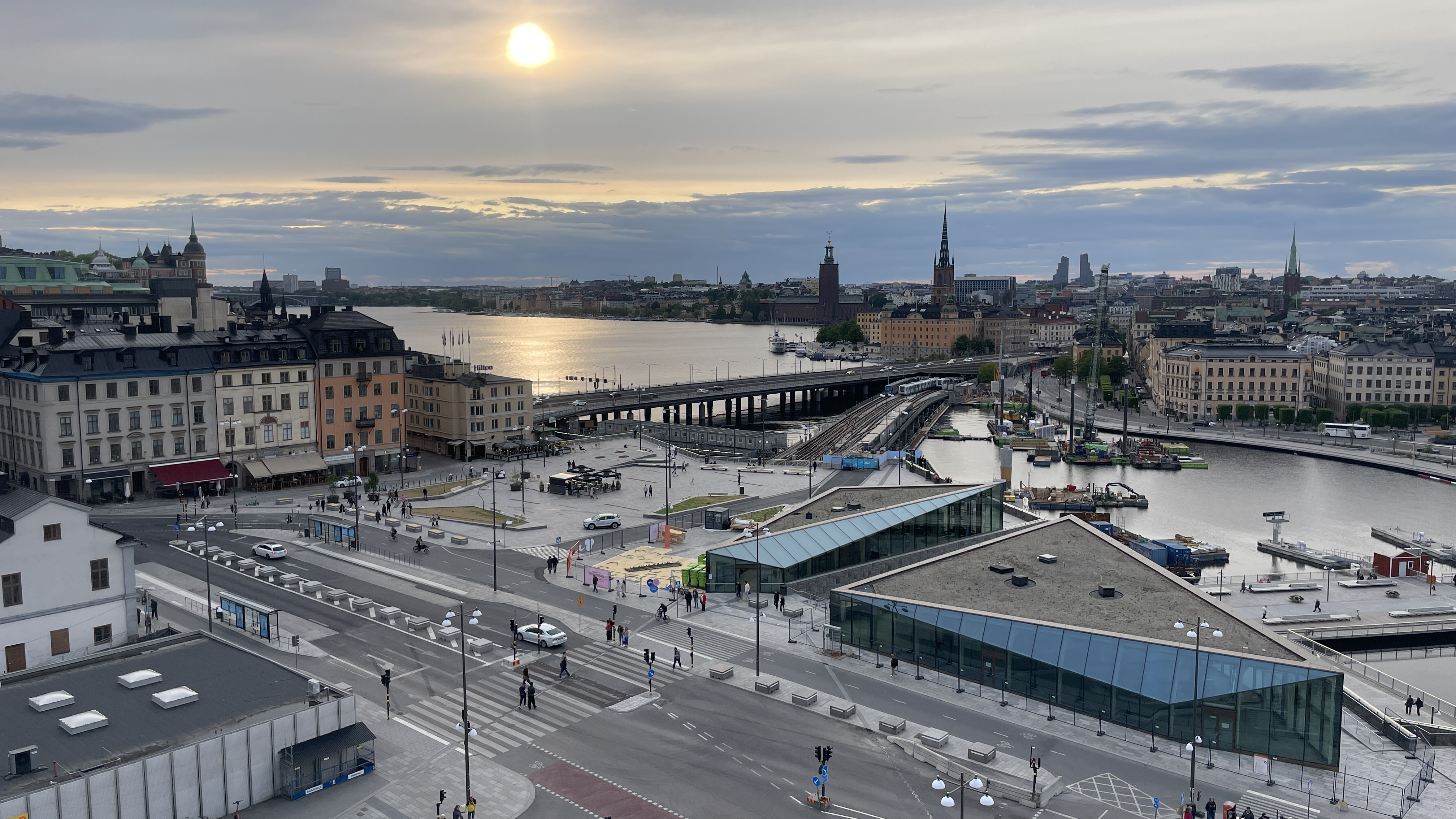
Landmärken från vänster till höger: Västerbron, Södermalmstorg, Centralbron, Stockholms stadshus, Riddarholmskyrkan, Norra tornen, Mälarterassen, Klara kyrka, Vattentorget.
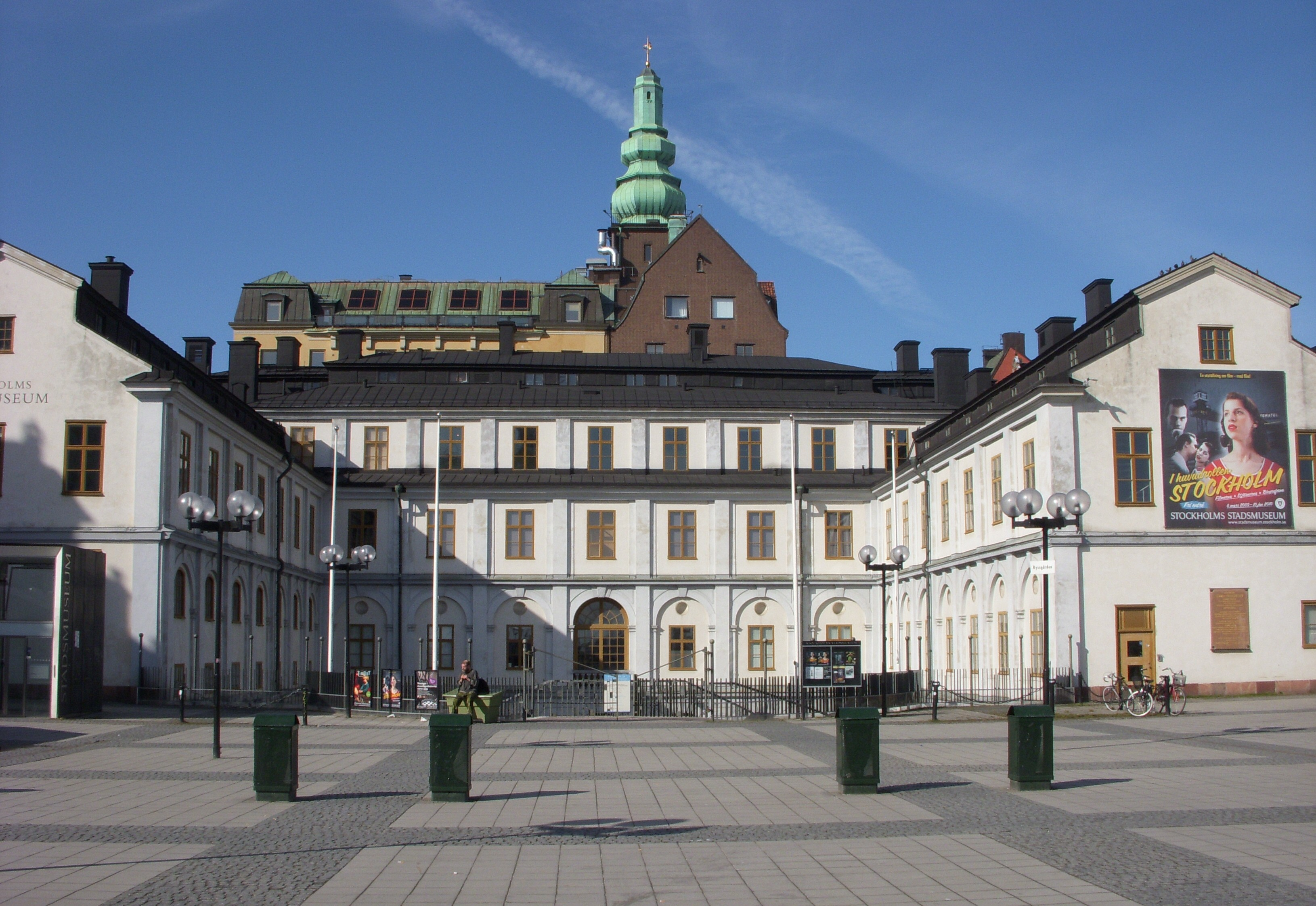
Södra stadshuset med del av Ryssgården i förgrunden.
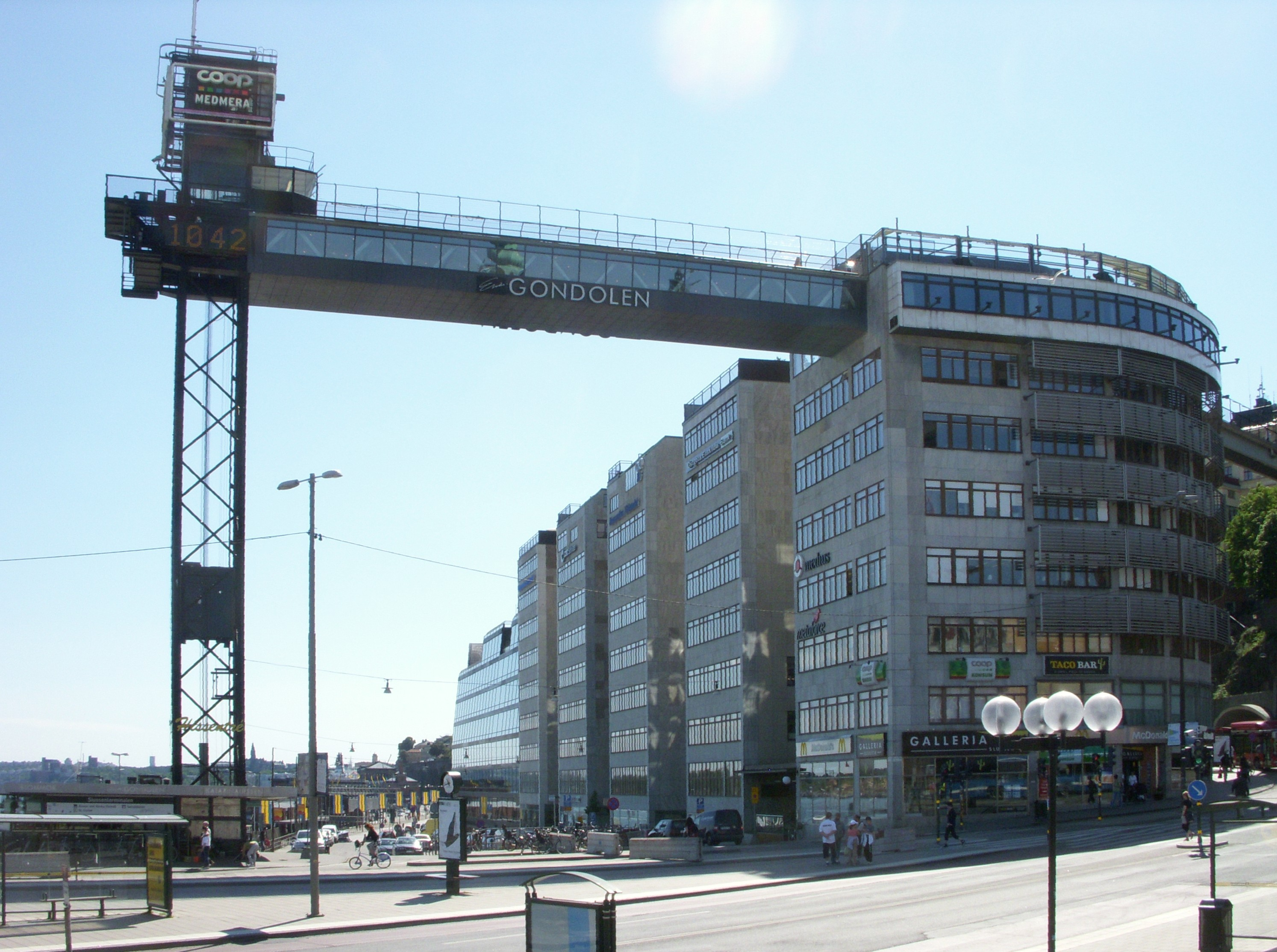
KF-huset och Katarinahissen innan omgörning.
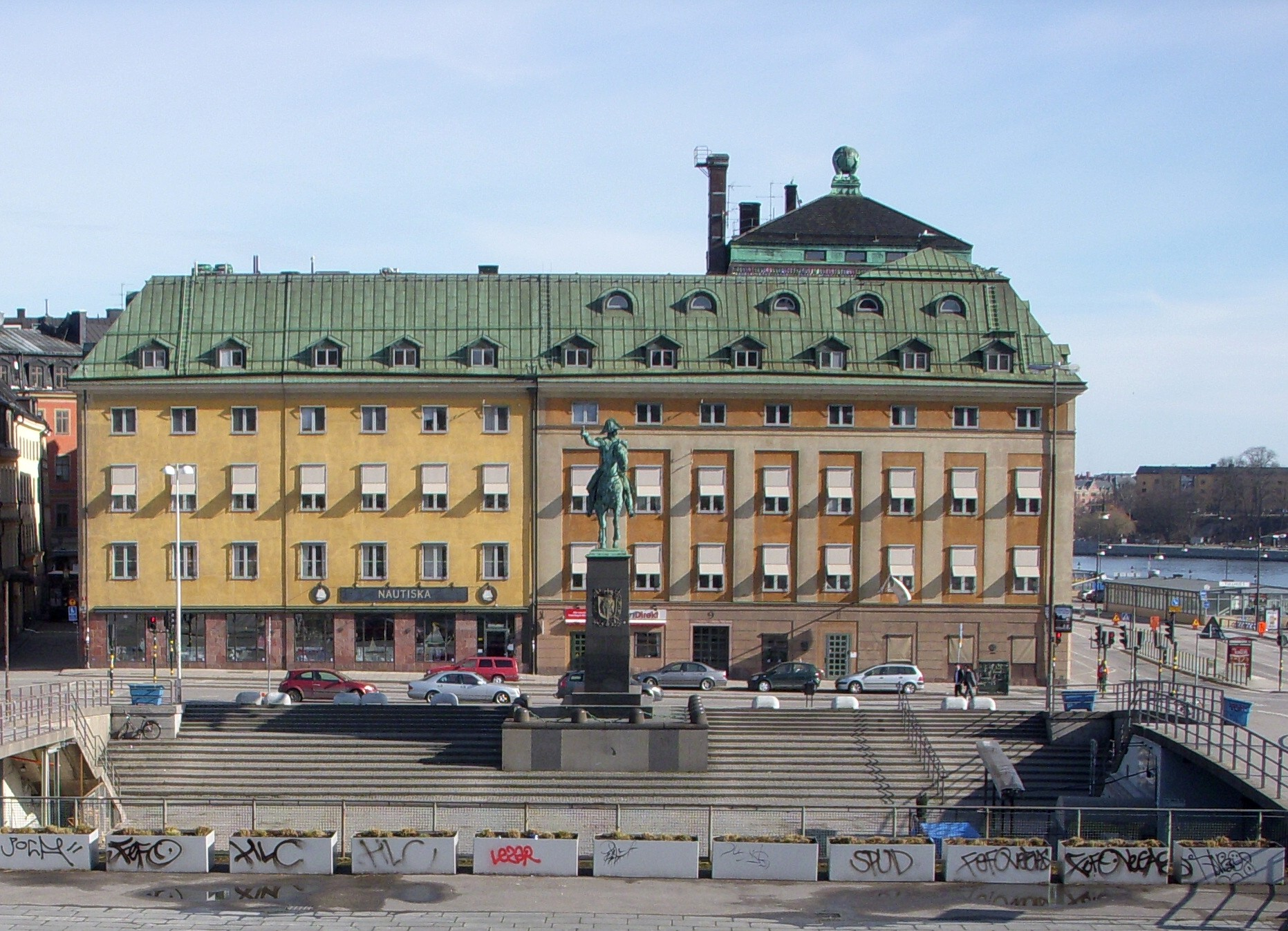
Slussplan med Räntmästarhuset innan omgörning.